# Arthur Guinness
Arthur Guinness (1725 – 23. leden 1803, Dublin) byl irský pivovarník a podnikatel, zakladatel pivovaru Guinness. Založil ho roku 1755 ve městě Leixlip, nedaleko Dublinu. Přímo v Dublinu otevřel pivovar roku 1759 (toto datum je dnes na lahvích a plechovkách), na St. James's Gate, když si pronajal tamní čtyřakrový pozemek na 9000 let za roční rentu 45 liber.
Narodil se do protestantské šlechtické anglo-irské rodiny. Datum i místo narození jsou neznámy, pravděpodobným místem narození je Ardclough, kde sídlil rod jeho matky, další variantou je Celbridge, kde měli roku 1725 žít jeho rodiče (zde mu také v roce 2013 byla odhalena socha). Firma Guinness údajně vypátrala datum narození roku 1991, uvádí 28. září 1725. Se svou ženou Olivií Whitmoreovou měl 21 dětí, ale jen 10 se dožilo dospělosti. Angažoval se i v politice, v 80. a 90. letech podporoval irského politika Henry Grattana. Nezapojil se do vzpoury roku 1798, byl dokonce obviňován, že je britským špionem, což je sporné. Nicméně pro celý Guinnessův rod byl později typický unionismus, tedy snaha udržet Irsko ve Velké Británii. V roce jeho smrti (1803) pivovar produkoval 20 000 sudů ročně. Typickou přezdívkou, nejprve v Dublinu, pro jeho pivo, se stal "strýček Arthur". Po smrti jeho pozici ve vedení firmy zaujal syn Arthur. Guinnessův podpis je dodnes na všech lahvích i plechovkách firmy. Typ černého silného piva, které Guinnes vařil, se nazývá stout, pivo Guinness v této kategorii dodnes ovládá 80 procent světového trhu. Celkově jde o šestou největší pivní firmu na světě.